# Női szinkron toronyugrás a 2016. évi nyári olimpiai játékokon
A 2016. évi nyári olimpiai játékokon a műugrás női szinkron 10 méteres toronyugrás versenyszámát augusztus 9-én rendezték meg az Maria Lenk Aquatic Centerben.
A finálét a kínai Csen Zso-lin (Chen Ruolin), Liu Huj-hszia (Liu Huixia) kettős nyerte, maga mögé szorítva a maláj és a kanadai párost. Csennek Peking és London után Rióban is sikerült a dobogó legfelső fokára állnia ebben a versenyszámban, megvédve korábban megszerzett bajnoki címét.

## Versenynaptár
Az időpontok helyi idő szerint, zárójelben magyar idő szerint olvashatóak.
| Dátum                    | Időpont       | Forduló |
| ------------------------ | ------------- | ------- |
| 2016. augusztus 9., kedd | 16:00 (21:00) | Döntő   |

## Eredmény
| # | Nemzet                 | Név                                                   | Ugrások | Ugrások | Ugrások | Ugrások | Ugrások | Össz. pontszám |
| # | Nemzet                 | Név                                                   | 1       | 2       | 3       | 4       | 5       | Össz. pontszám |
| - | ---------------------- | ----------------------------------------------------- | ------- | ------- | ------- | ------- | ------- | -------------- |
|   | Kína (CHN)             | Csen Zso-lin (Chen Ruolin) Liu Huj-hszia (Liu Huixia) | 55,80   | 55,80   | 79,20   | 75,84   | 87,36   | 354,00         |
|   | Malajzia (MAS)         | Jun Hoong Cheong Pandelela Rinong                     | 52,80   | 52,80   | 76,50   | 79,68   | 82,56   | 344,34         |
|   | Kanada (CAN)           | Meaghan Benfeito Roseline Filion                      | 52,80   | 52,80   | 74,70   | 75,24   | 80,64   | 336,18         |
| 4 | Észak-Korea (PRK)      | Kim Gukhjang (Kim Kuk-hyang) Kim Mire (Kim Mi-rae)    | 49,80   | 53,40   | 81,00   | 76,80   | 61,44   | 322,44         |
| 5 | Nagy-Britannia (GBR)   | Tonia Couch Lois Toulson                              | 50,40   | 50,40   | 75,60   | 79,68   | 63,36   | 319,44         |
| 6 | Mexikó (MEX)           | Paola Espinosa Alejandra Orozco                       | 50,40   | 49,20   | 71,10   | 61,38   | 72,00   | 304,08         |
| 7 | Egyesült Államok (USA) | Amy Cozad Jessica Parratto                            | 48,60   | 50,40   | 65,70   | 62,40   | 73,92   | 301,02         |
| 8 | Brazília (BRA)         | Ingrid de Oliveira Giovanna Pedroso                   | 44,40   | 45,00   | 74,88   | 52,80   | 63,90   | 280,98         |